# Клітинне ядро

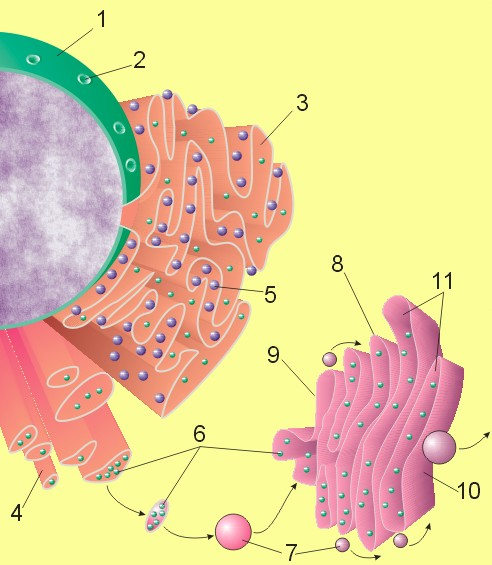
Схематичне представлення клітинного ядра, ендоплазматичного ретикулума і комплексу Гольджі. (1) Ядро клітини. (2) Пори ядерної мембрани. (3) Шорсткий (гранулярний) ендоплазматичний ретикулум. (4) Гладкий (агранулярний) ендоплазматичний ретикулум. (5) Рибосоми на поверхні щорсткого ендоплазматичного ретикулума. (6) Білки, що транспортуються. (7) Транспортні везикули. (8) Комплекс Гольджі.

Клітинне ядро (лат. nucleus) — мембранна органела клітини, яка міститься в еукаріотичних клітинах і містить генетичний матеріал у формі ДНК. Ядро — це контрольний центр клітини, який регулює експресію генів, реплікацію ДНК і поділ клітини.

Клітинне ядро в розрізі: схематичне зображення

Органели клітини: схематичне зображення

Ядро оточене подвійною мембраною, яка називається ядерною мембраною (оболонкою), яка перфорована ядерними порами, які забезпечують обмін молекулами між ядром і цитоплазмою. Усередині ядра ДНК упакована в хроматин, який під час поділу клітини організовується в окремі одиниці, які називаються хромосомами. Ядро також містить ядерце, яке бере участь у збірці рибосом, та інші структури, такі як ядерна пластинка, яка допомагає підтримувати структуру ядра. 
Типова еукаріотичні клітина містить 1 ядро, хоча є винятки — в еритроцитах ядро відсутнє, а деякі типи клітин мають декілька чи багато ядер, такі як міоцити, остеокласти; чи клітини деяких видів грибків та найпростіших. 
Ядро відіграє важливу роль у багатьох клітинних процесах, включаючи розвиток, метаболізм і реакцію на сигнали навколишнього середовища. Вивчення клітинного ядра має величезне значення для розуміння фундаментальних процесів, які керують клітинними функціями та розвитком.

## Історія відкриття
Хоч цілком можливо, що ядро клітини вперше спостерігав Антоні ван Левенгук наприкінці 17-го століття за допомогою простого мікроскопа, тільки після винаходу складного мікроскопа в 19-му столітті ядро почало детально вивчатися.
В 1831 році англійський природознавець Роберт Броун вивчав різні види рослин, зразки яких він зібрав під час подорожі до Австралії. Броун був дуже уважним до деталей, а клітини рослин особливо цікавили його. Розглядаючи їх під мікроскопом, він побачив дещо цікаве: кожна клітина містила круглий і непрозорий елемент. Він назвав його ядром.
Дізнавшись про спостереження Броуна, німецький фізіолог Теодор Шванн почав шукати подібні елементи в клітинах пуголовків і знайшов. Кожна клітина містила ядро. Це був революційний прорив — свідчення того, що всі види життя пов'язані між собою. В одній із книг Шванн описав різні типи клітин, взяті від різноманітних організмів і визначив їх за фактом наявності ядра.
Наприкінці 1800-х років швейцарський анатом Генріх Вільгельм Вальдейер ввів термін «хромосома» для опису ниткоподібних структур, які спостерігаються в ядрі під час поділу клітини. Він також припустив, що ядро є місцем спадкової інформації в клітинах.
На початку 20-го століття американський генетик Томас Гант Морган використовував плодову мушку Drosophila melanogaster для вивчення моделей успадкування та ролі хромосом у спадкуванні. Він виявив, що гени розташовані в хромосомах і їх можливо відобразити в певних місцях хромосоми.
У середині 20-го століття відкриття подвійної спіральної структури ДНК Джеймсом Уотсоном і Френсісом Кріком змінило наше розуміння структури і функції ядра. Стало зрозуміло, як генетична інформація зберігається та передається між поколіннями.
З тих пір було досягнуто багато успіхів у розумінні ядра, включаючи відкриття гістонів і їх ролі в структурі хроматину, регуляції експресії генів і ролі ядерця в складанні рибосом. Сьогодні дослідження ядра продовжують бути активною сферою досліджень, що має значення для таких галузей, як молекулярна та клітинна біологія, генетика, епігенетика, біологія розвитку. Усвідомлення того, що є елемент спільний для всіх організмів, не тільки для рослин, а й для тварин, поєднало рослинне і тваринне царство у щось спільне, щось, що мало однакові риси.

## Будова клітинного ядра

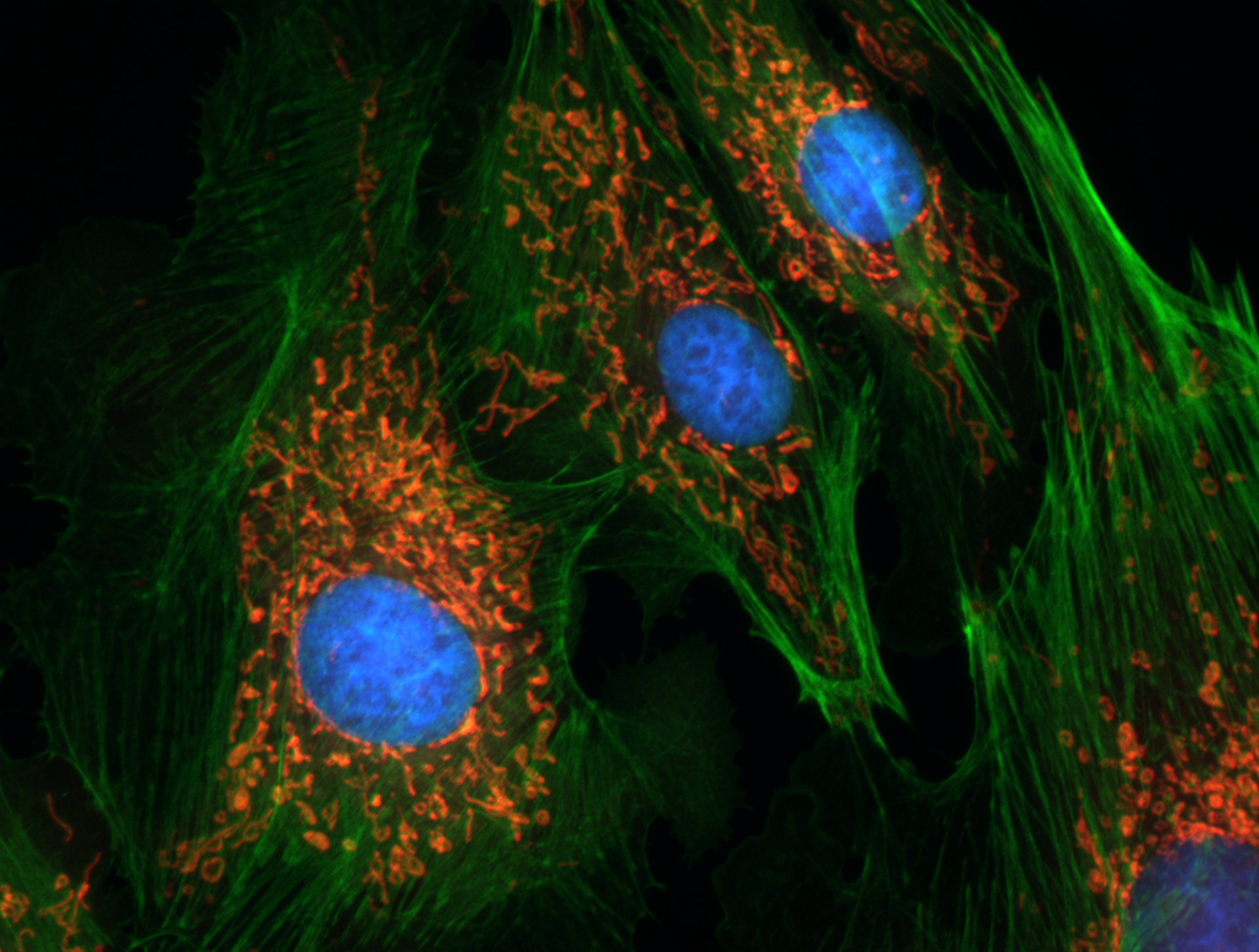
Флуоресцентне зображення ендотеліальних клітин легеневої артерії бика. Синім кольором показано ядра, зеленим – актин, червоним – мітохондрії.

Ядро, зазвичай, кулеподібної форми (але може бути і іншої) і розташовується в центрі клітини. Розміри ядра залежать від розмірів клітини, і становлять, зазвичай, 10-50% об'єму клітини, або 8-25 мікрометрів у діаметрі. Воно оточене подвійною мембраною, яка називається ядерною мембраною (оболонкою), яка відокремлює ядро від цитоплазми.
Ядро складається з декількох компонентів: ядерна мембрана, нуклеоплазма (каріоплазма), хроматин та ядерце.

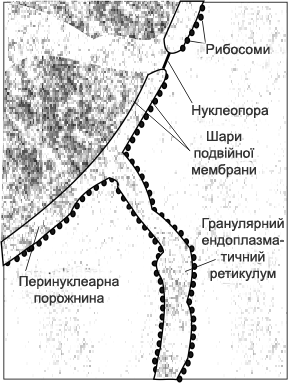
Ядерна мембрана: схематично

### Ядерна мембрана
Ядерна мембрана (або ядерна оболонка, або нуклеолема) складається з двох ліпідних подвійних шарів із проміжним простором, який називається перинуклеарним простором. Крізь внутрішню і зовнішню мембрани на деяких інтервалах проходять ядерні пори, які регулюють транспортування молекул між ядром і цитоплазмою, відокремлюючи хімічні реакції, що відбуваються в цитоплазмі, від реакцій, що трапляються в межах ядра. Зовнішня мембрана безперервна з шорстким (зернистим, гранулярним) ендоплазматичним ретикулумом і має на своїх поверхні рибосоми, що робить його вигляд зернистим (шорстким, гранулярним). Ядерна сторона ядерної оболонки оточена мережею проміжних філаментів, яка називається ядерною пластинкою (ламіною).

### Нуклеоплазма
Нуклеоплазма (каріоплазма, каріолімфа, ядерний сік) — гелеподібна рідина (подібна до цитоплазми), в якій розчинені різноманітні речовини. Ці речовини включають нуклеотид-трифосфати, сигнальні молекули, ДНК, РНК та білки (ензими та філаменти).

### Ядерна пластинка

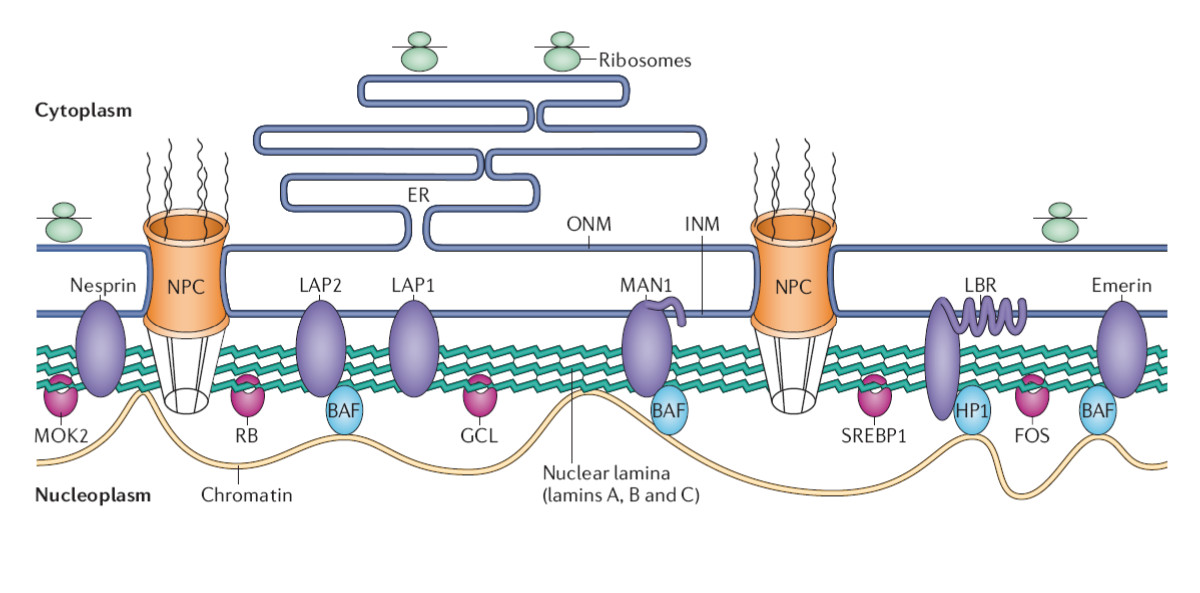
Будова і функції ядерної пластинки. INM – внутріжня поверхня ядерної мембрани, ONM – зовнішня поверхня ядерної мембрани, NPC – комплекси ядерних пор, фіолетові – білки ядерної оболонки, рожеві – фактори транскрипції. Інші скорочення в підрозділі Ядерна пластинка.

Ядерна пластинка (або ядерна ламіна) — це мережа проміжних філаментів, яка вистилає внутрішню поверхню ядерної оболонки еукаріотичних клітин. Вона складається з кількох типів білків, включаючи ламіни, асоційовані з ламінами білки та інші структурні білки. Ядерна пластинка забезпечує структурну підтримку ядра і бере участь у регуляції різних ядерних процесів, включаючи реплікацію ДНК, експресію генів і організацію хроматину.
Ламіни є основним компонентом ядерної пластинки і поділяються на два основних типи: ламіни типу А та ламіни типу В. Ламіни А-типу знаходяться, зазвичай, тільки в диференційованих клітинах, тоді як ламіни В-типу присутні в усіх клітинах. Обидва типи ламінів мають подібну структуру з центральним α-спіральним стрижневим доменом і глобулярними доменами на N- і C-кінцях.
Ядерна пластинка бере участь у підтримці загальної форми ядра і важлива для правильного розташування хромосом під час поділу клітини. Окрім структурної функції, ядерна пластинка також взаємодіє з хроматином і комплексами ядерних пор, щоб регулювати рух молекул у ядро та з нього. 
Ядерна пластинка лежить на внутрішній поверхні внутрішньої ядерної мембрани, де вона служить для підтримки ядерної стабільності, організації хроматину та зв’язування ядерних порових комплексів, а також постійно зростаючого, завдяки новим відкриттям, списку білків ядерної оболонки і факторів транскрипції. Білки ядерної оболонки, які зв’язані з пластинкою, включають несприн, емерин, асоційовані з пластинкою білки 1 і 2 (LAP1 і LAP2), рецептор ламіну B (LBR) і MAN1. Транскрипційні фактори, які зв’язуються з пластинкою, включають регулятор транскрипції ретинобластоми (RB), репресор GCL, зв’язуючий білок стеринового відповідного елемента (SREBP1), FOS і MOK2. Бар’єрний фактор аутоінтеграції (BAF) – це білок, пов’язаний з хроматином, який також зв’язується з ядерною пластинкою та декількома вищезгаданими білками ядерної оболонки. Білок гетерохроматину 1 (HP1) зв’язує як хроматин, так і LBR.
Мутації в генах, що кодують білки ядерної пластинки, пов’язані з рядом захворювань.

### Хроматин
Генетичний матеріал присутній в ядрі у вигляді хроматину. Хроматин — це комплекс ДНК, білків-гістонів та інших асоційованих білків, які утворюють хромосоми. Він організований у окремі одиниці, які називаються нуклеосомами, які складаються з ДНК, обгорнутої навколо ядра з гістонів.

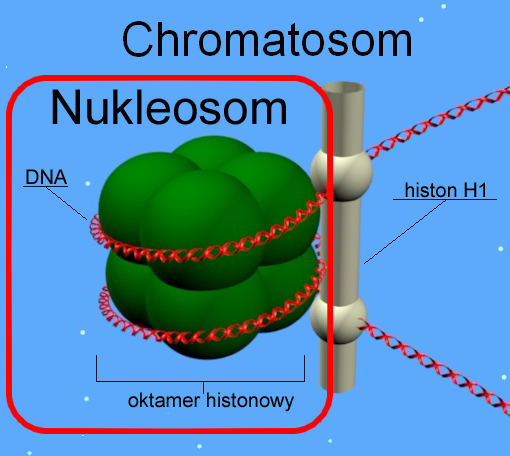
Структура нуклеосоми та

Нуклеосоми є основною одиницею упаковки ДНК в еукаріотичних клітинах, що складається з сегмента ДНК, обгорнутого навколо ядра з восьми білків гістонів. Гістони складаються з двох копій кожного білка-гістона H2A, H2B, H3 і H4, розташованих у характерній октамерній структурі. Гістонові білки є високоосновними та позитивно зарядженими, що дозволяє їм взаємодіяти з негативно зарядженою молекулою ДНК. Кожен гістоновий білок містить глобулярний домен, який бере участь у білок-білкових взаємодіях з іншими гістонами в нуклеосомі, а також гнучкий N-кінцевий хвіст, який виступає з серцевини і бере участь у зв’язуванні та регуляції ДНК. Структура нуклеосоми організована в ряд комплексів гістон-ДНК, причому кожен комплекс гістон-ДНК містить приблизно 147 пар основ ДНК, загорнутих навколо ядра гістону. ДНК намотується навколо ядра у вигляді лівої суперспіралі, причому кожен виток спіралі містить приблизно 1,7 витка ДНК. Структура нуклеосом додатково стабілізується п’ятим білком-гістоном, гістоном H1, який зв’язується з лінкерною ДНК між сусідніми нуклеосомами та допомагає організувати волокно хроматину в структури вищого порядку. Організація ДНК у нуклеосоми відіграє вирішальну роль у регуляції експресії генів і структури хроматину. Щільно упакована структура нуклеосоми є бар’єром для факторів транскрипції та інших регуляторних білків, обмежуючи їх здатність взаємодіяти з ДНК. Однак зміни в структурі нуклеосом, такі як модифікація гістонів або ремоделювання нуклеосом, можуть змінити доступність ДНК і дозволити зміни в експресії генів. На додаток до їхньої ролі в упаковці ДНК, гістони та нуклеосоми також залучені в низку інших клітинних процесів, включаючи реплікацію ДНК, відновлення та рекомбінацію, а також сегрегацію хромосом під час поділу клітини. Завдяки своїй здатності взаємодіяти з ДНК та іншими білками гістони та нуклеосоми відіграють вирішальну роль у підтримці структури та функції генома.
Існує 2 види хроматину: еухроматин і гетерохроматин. Еухроматин — більш розгорнута і менш компактна форма ДНК. Області ДНК, які знаходяться у формі еухроматину містять гени, які можуть зчитуватись клітиною. У гетерохроматині ДНК, навпаки, більш компактно упакована і її гени не зчитуються клітиною, тобто "вимнені". У інтерфазі гетерохроматин, зазвичай, розташовується по периферії ядра (пристінковий гетерохроматин). Повна конденсація хромосом відбувається перед поділом клітини. Щільність упаковки хроматину є частиною епігенетичного контролю експресії генів і частково визначається модифікаціями гістонових хвостів — ацетилюванням і деацетилюванням, та метилюванням.
Вважається, що в ядрі існують так звані функціональні домени хроматину (ДНК одного домену містить приблизно 30 тисяч пар основ), тобто кожна ділянка хромосоми має власну «територію». Питання просторового розподілу хроматину в ядрі вивчений поки недостатньо. Відомо, що теломерні (кінцеві) і центромерні (що відповідають за зв'язування сестринських хроматид в мітозі) ділянки хромосом закріплені на білках ядерної пластинки.

### Ядерце та ядерні тільця

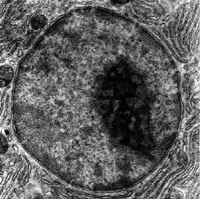
Мікрофотографія клітинного ядра та ядерця (темне) в ньому. Навколо ядра видно ендоплазматичний ретикулум

Ядерце — це спеціалізований субкомпартмент у ядрі, який відповідає за виробництво та збирання рибосом. Внутрішня частина ядра містить одне або декілька ядерець. Ядерце складається з трьох окремих областей: фібрилярного центру, щільного фібрилярного компонента та зернистого (гранулярного) компонента.
Фібрилярний центр є місцем початкової транскрипції рРНК і складається з ДНК, РНК-полімерази I та факторів транскрипції. Щільний фібрилярний компонент оточує фібрилярний центр і, як вважають, бере участь у процесингу рРНК і збірці прерибосом.
Зернистий компонент є найпомітнішою областю ядерця і містить зрілі рибосоми, готові до експорту з ядра.
Ядерце відіграє вирішальну роль у регуляції біогенезу рибосом, який тісно координується з ростом і поділом клітин. В умовах швидкого росту та високої потреби в синтезі білка ядерце може піддаватися процесу, який називається гіпертрофією ядерця, під час якого воно збільшується в розмірах і стає помітнішим усередині ядра. Навпаки, в умовах стресу або клітинного пошкодження ядерце може зазнавати структурних змін і розкладання, що призводить до зменшення виробництва рибосом і зниження синтезу білка.
Окрім своєї ролі в біогенезі рибосом, ядерце також бере участь у багатьох інших клітинних процесах, включаючи регуляцію клітинного циклу, відновлення ДНК і старіння. Наприклад, було показано, що ядерце секвеструє певні білки-супресори пухлин, такі як р53, і регулює їх активність у відповідь на клітинний стрес. Було також показано, що ядерце відіграє певну роль у формуванні параспеклів — маленьких компарментів, що знаходяться в міжхроматиновому просторі ядра і беруть участь в механізмах експресії генів та регуляторних процесах.
Загалом, ядерце є складною та динамічною структурою, яка відіграє вирішальну роль у біогенезі рибосом та регуляції клітинних процесів. Завдяки своїй здатності реагувати на різні сигнали та стреси, ядерце допомагає гарантувати, що синтез білка точно налаштований відповідно до потреб клітини.
Ядерні тільця — субкомпартменти всередині ядра, що не оточені мембранами, але становлять собою окремі, морфологічно помітні комплекси білків і РНК. До числа ядерних тілець відносять ядерце, тільце Кахаля та інші немембранні структури. Контроль біогенезу ядерних тілець необхідний для правильної зміни архітектури ядра в ході клітинного циклу і лежить в основі відповіді клітини на внутрішньо-і позаклітинні стимули.
Багато ядерних тілець здійснюють специфічні функції — наприклад, синтез і процесинг пре-рибосомних РНК в ядерці, накопичення і зборку компонентів сплайсосом в ядерних спеклах або накопичення молекул РНК в параспеклах. Механізми, які забезпечують виконання ядерними тільцями цих функцій, дуже різноманітні. У деяких випадках ядерне тільце може служити місцем протікання певних процесів, наприклад, транскрипції. В інших випадках ядерні тільця, очевидно, опосередковано регулюють локальні концентрації своїх компонентів в нуклеоплазмі. Хоча більшість ядерних тілець має сферичну форму, більшість з них можливо ідентифікувати за унікальною морфологією, яка виявляється за допомогою електронної мікроскопії, і за розташуванням в ядрі. Подібно цитоплазматичним органелам, ядерні тільця містять специфічний набір білків, які визначають їх структуру на молекулярному рівні.

## Функції клітинного ядра
Ядро є критично важливою органелою, яка виконує кілька важливих функцій у клітині. Деякі з ключових функцій ядра включають:

### Експресія генів

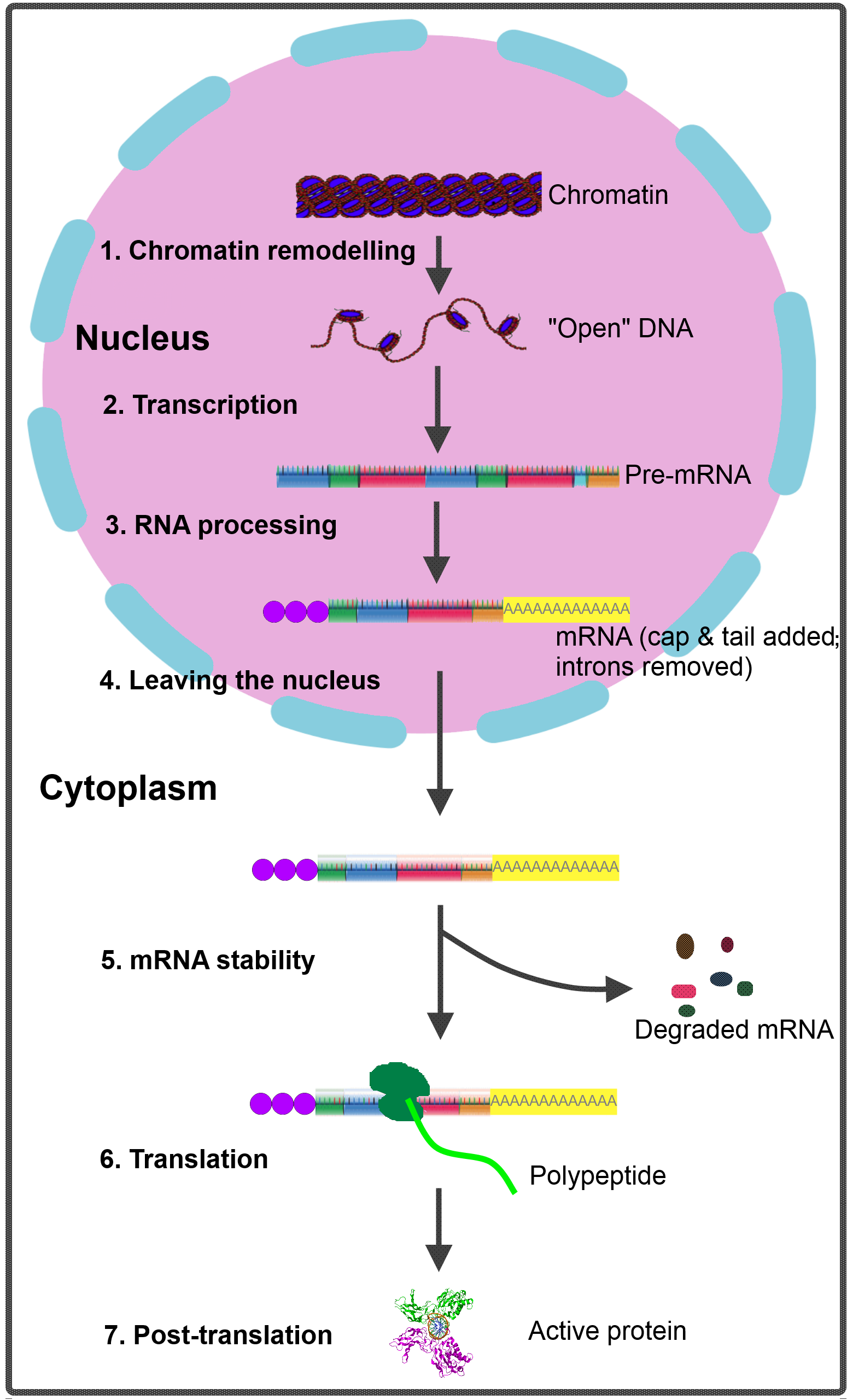
Схема експресії генів еукаріотів

Ядро відповідає за регуляцію експресії генів, яка є процесом, за допомогою якого генетична інформація використовується для виробництва функціональних молекул — білків. Хроматин всередині ядра містить ДНК, яка кодує генетичну інформацію, а ядерна матриця та інші білки допомагають регулювати доступність цієї ДНК для молекулярного механізму, який бере участь у експресії генів.
Ядро є основним місцем експресії генів в еукаріотичних клітинах. Він містить генетичний матеріал у формі хроматину, який є комплексом ДНК, білків-гістонів та інших пов’язаних білків. Процес експресії генів включає транскрипцію ДНК у РНК і подальшу трансляцію РНК у білки.
Регуляція експресії генів є складним процесом, який включає різноманітні механізми, включаючи епігенетичні модифікації, фактори транскрипції та регуляторні РНК. Хроматин в ядрі організований у різні ділянки, які відповідають окремим функціональним доменам генома, таким як гени та регуляторні ділянки. Ці області позначені різними епігенетичними модифікаціями, такими як метилювання та ацетилювання, які можуть змінити доступність ДНК для молекулярного механізму, задіяного в експресії генів. (див. Епігенетика, Епігеноміка)
Транскрипційні фактори — це білки, які зв’язуються зі специфічними послідовностями в ДНК і регулюють транскрипцію сусідніх генів. Вони можуть діяти як активатори або репресори експресії генів, залежно від контексту та конкретних залучених генів. Регуляторні РНК, такі як мікроРНК і довгі некодуючі РНК, також можуть відігравати роль у регуляції експресії генів шляхом модуляції стабільності та трансляції матричних РНК.
Транскрипція ДНК в РНК здійснюється великим молекулярним комплексом, який називається РНК-полімеразою. Цей процес жорстко регулюється, і на швидкість транскрипції можуть впливати різноманітні фактори, включаючи наявність факторів транскрипції, структуру хроматину та наявність регуляторних РНК.
Отримані молекули РНК потім обробляються та транспортуються з ядра, де вони можуть бути переведені в білки або виконувати інші регуляторні функції в клітині. Регуляція експресії генів має вирішальне значення для належного функціонування клітин і тканин, а порушення регуляції експресії генів може призвести до різноманітних захворювань.

Схема процесу реплікації. Цифрами позначені: (1) ланцюг, що відстає, (2) ланцюг-лідер, (3) ДНК-полімераза (Polα), (4) ДНК-лігаза, (5) РНК-праймер, (6) ДНК-праймаза, (7) фрагмент Окадзакі, (8) ДНК-полімераза (Polδ), (9) хеліказа, (10) одиночний ланцюг зі зв'язаними білками, (11) топоізомераза

### Реплікація ДНК
В ядрі також відбувається реплікація ДНК, тобто процес, за допомогою якого генетична інформація в ДНК дублюється перед поділом клітини. Цей процес суворо регулюється, щоб кожна дочірня клітина отримувала повну копію генома.
Процес реплікації ДНК є критично важливою функцією ядра, яка забезпечує точну передачу генетичної інформації від одного покоління клітин до наступного. Реплікація ДНК відбувається під час S-фази клітинного циклу і включає синтез повної копії генома. 
Реплікація ДНК - це добре скоординований процес, який включає активність кількох різних білків і ферментів. Процес починається з розкручування дволанцюгової молекули ДНК, чому сприяє група білків, які називаються геліказами. Коли ланцюги ДНК розділяються, вони стабілізуються групою білків, які називаються одноланцюгово-зв’язуючі білки (SSB-proteins).
Наступним етапом реплікації ДНК є синтез нових ланцюгів ДНК, який виконується ферментом ДНК-полімеразою. ДНК-полімераза може додавати нові нуклеотиди лише до 3'-кінця вже існуючого ланцюга ДНК, тому реплікація відбувається напівконсервативним способом, коли кожна дочірня молекула ДНК містить один ланцюг батьківської молекули ДНК та один новосинтезований ланцюг.
Щоб ініціювати синтез ДНК, короткий праймер РНК спочатку синтезується іншим ферментом, який називається праймазою. Потім ДНК-полімераза може розширити цей праймер, додаючи нові нуклеотиди до 3'-кінця, доки не зустріне наступний праймер РНК на комплементарному ланцюзі. У цей момент праймер РНК видаляється і замінюється ДНК, завершуючи синтез нового ланцюга ДНК.
Процес реплікації ДНК чітко регулюється, щоб гарантувати мінімізацію помилок і збереження точності генетичної інформації. Це охоплює активність кількох різних білків, включаючи ферменти перевірки — дельта та епсилон ДНК-полімерази, які можуть виявляти та виправляти помилки в щойно синтезованій ДНК.
Загалом, реплікація ДНК є критичною функцією ядра, яка забезпечує точну передачу генетичної інформації від одного покоління клітин до наступного.

### Поділ клітини
Під час поділу клітини ядро відіграє вирішальну роль у поділі генетичного матеріалу на дочірні клітини. Цей процес охоплює поділ самого ядра.

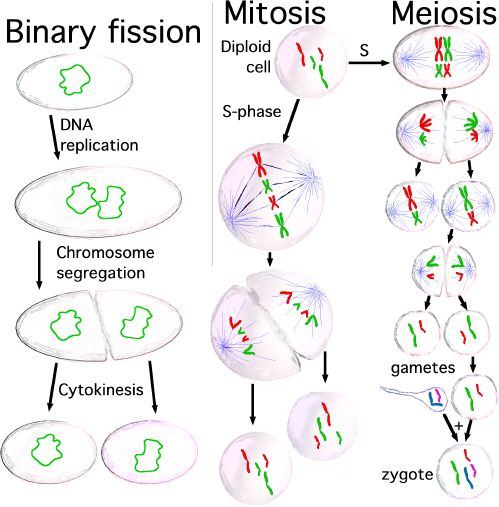
Мітоз та мейоз. (бінарний поділ відбувається в клітинах прокаріотів і не стосується клітинного ядра)

Поділ клітин є критичною функцією ядра, яка необхідна для росту та розвитку організмів, а також для відновлення та заміни пошкоджених або старіючих клітин. В еукаріотичних клітинах відбувається два основних типи поділу клітин: мітоз і мейоз.
Мітоз – це процес, за якого одна клітина ділиться з утворенням двох ідентичних дочірніх клітин. Цей процес важливий для росту та відновлення тканин, а також для підтримки кількості хромосом і плоїдності (кількості наборів хромосом у клітині). Під час мітозу ДНК в ядрі спочатку реплікується, а потім репліковані хромосоми поділяються на два дочірніх ядра за допомогою серії добре скоординованих кроків. Цей процес регулюється різними білками та сигнальними шляхами, і на нього можуть впливати навколишні сигнали, такі як стрес або пошкодження.
Мейоз, з іншого боку, є спеціалізованою формою поділу клітин, яка відбувається лише в клітинах, які дають початок гаметам (сперматозоїдам або яйцеклітинам). Мейоз включає два раунди поділу клітини, що призводить до утворення чотирьох гаплоїдних дочірніх клітин, які містять половину кількості хромосом, ніж батьківська клітина. Цей процес має вирішальне значення для виробництва генетично різноманітного потомства та включає різноманітні спеціалізовані білки та механізми, які забезпечують правильну сегрегацію та обмін генетичним матеріалом.
Загалом, функція ядра в поділі клітин є критичною для росту, розвитку та підтримки організмів. Саме завдяки точному регулюванню поділу клітини організми здатні підтримувати кількість і плоїдність хромосом, виробляти генетично різноманітне потомство та реагувати на сигнали навколишнього середовища та стреси.

### Регуляція клітинних процесів

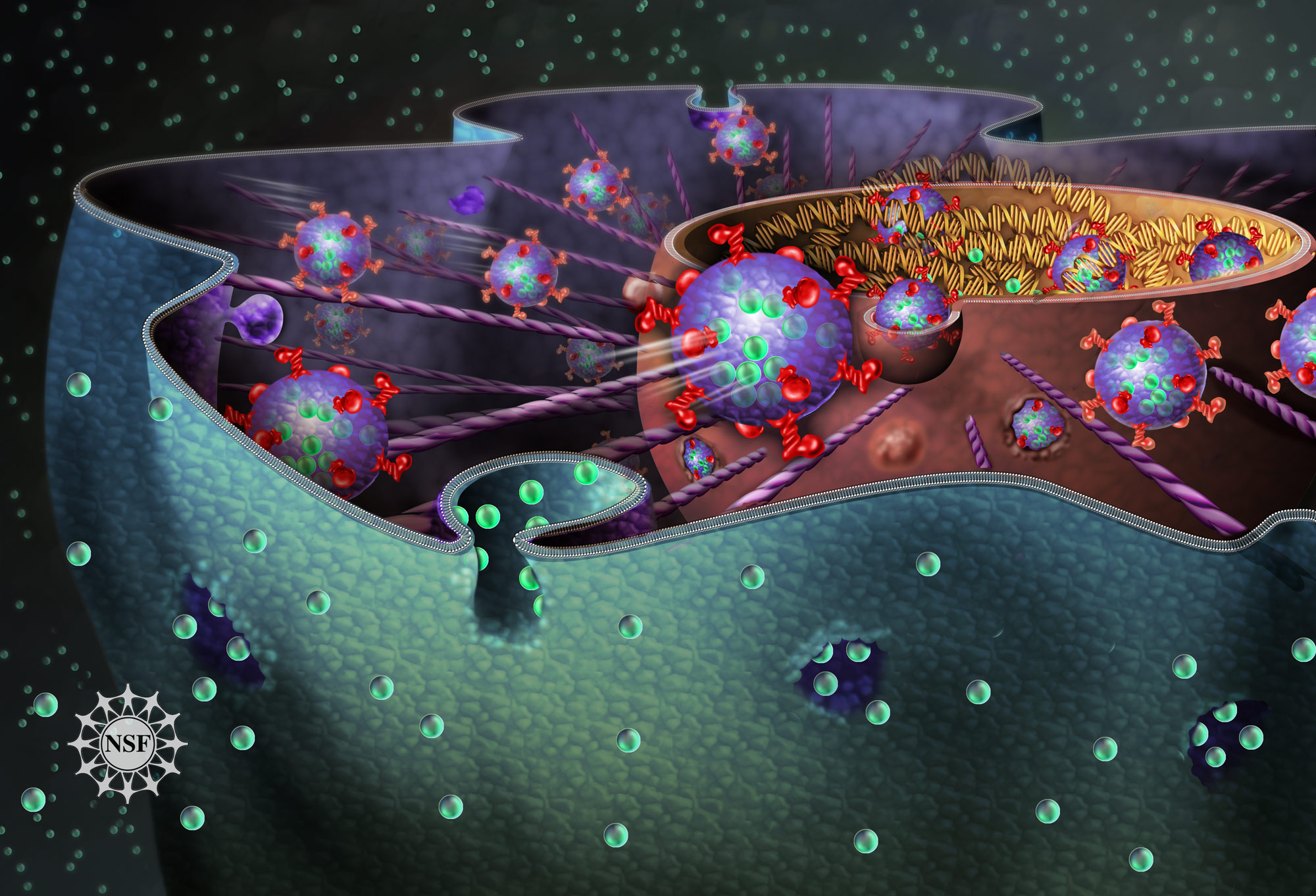
Схематичне зображення розрізу клітини з кулеподібним ябром всередині

Ядро також відіграє певну роль у регуляції різних клітинних процесів, включаючи метаболізм, диференціацію та реакцію на подразники навколишнього середовища. Ядро не керує цими процесами само по собі, а відповідає певними реакціями у відповідь на сигнали всередині клітини чи від інших клітин, міжклітинного матриксу чи факторів навколишнього середовища. Ця регуляція досягається за допомогою різноманітних механізмів, включаючи фактори транскрипції, ремоделювання хроматину та сигнальні шляхи. Це досягається шляхом регуляції експресії генів (відкриття чи закриття певних генів для транскрипційних факторів на рівні епігенома (див. Епігеноміка), чи вже після експресії генів — завдяки модифікаціям РНК (таким як m6A й m5C), що відбуваються в ядрі, — на рівні епітранскриптома) і взаємодії між ядром та іншими органелами всередині клітини.
Фактори транскрипції – це білки, які зв'язуються зі специфічними послідовностями ДНК і контролюють транскрипцію сусідніх генів. Зв’язуючись з регуляторними елементами, такими як промотори та енхансери, транскрипційні фактори можуть активувати або пригнічувати експресію цільових генів, тим самим контролюючи клітинні процеси, такі як диференціація, проліферація та апоптоз. Активність факторів транскрипції може регулюватися різними сигналами, включаючи гормони, фактори росту та сигнали навколишнього середовища.
Ремоделювання хроматину належить до динамічних змін у структурі хроматину, які відбуваються під час різних клітинних процесів, як-от реплікації ДНК, транскрипції та відновлення. Хроматин складається з ДНК, обгорнутої навколо білків-гістонів, і доступність ДНК для механізму транскрипції регулюється модифікаціями цих гістонів. Наприклад, ацетилювання гістонів може сприяти активації транскрипції, тоді як метилювання може призвести до репресії. Комплекси ремоделювання хроматину також можуть фізично змінювати структуру хроматину, щоб забезпечити доступ до регуляторних елементів і полегшити експресію генів.
Сигнальні шляхи також є критичними для регуляції клітинних процесів і включають активацію різних кіназ і фосфатаз у відповідь на позаклітинні або внутрішньоклітинні сигнали. Ці шляхи можуть регулювати різноманітні клітинні процеси, включаючи експресію генів, розвиток клітинного циклу та відновлення ДНК.
Загалом, функція ядра в регуляції клітинних процесів має вирішальне значення для правильного функціонування клітин і організмів. Завдяки точному регулюванню експресії генів, відновлення ДНК і розвитку клітинного циклу ядро відіграє центральну роль у підтримці клітинного гомеостазу та відповіді на сигнали навколишнього середовища та стреси.

## Еволюційне значення клітинного ядра
Основна функціональна відмінність клітин еукаріот від клітин прокаріотів полягає в просторовому розмежуванні процесів транскрипції (синтезу матричної РНК) і трансляції (синтезу білка рибосомою), що дає в розпорядження еукаріотичної клітини нові інструменти регуляції біосинтезу і контролю якості мРНК.
У той час, як у прокаріотів мРНК починає транслюватися ще до завершення її синтезу РНК-полімеразою, мРНК еукаріотів зазнає значних модифікацій (так званий процесинг), після чого експортується через ядерні пори в цитоплазму, і тільки після цього може вступити в трансляцію. Процесинг мРНК включає декілька елементів.
З попередника мРНК (пре-мРНК) в ході процесу, званого сплайсингом вирізаються інтрони — незначущі ділянки, а значущі ділянки — екзони з'єднуються один з одним. Причому екзони однієї і тієї ж пре- мРНК можуть бути з'єднані декількома різними способами (альтернативний сплайсинг), так що один попередник може перетворюватися на декілька різних зрілих мРНК. Таким чином, один ген може кодувати відразу декілька білків.
Модифікаціям піддаються кінці молекули мРНК. До 5'-кінця молекули прикріплюється 7-метилгуанін (так званий кеп). До 3'- кінця приєднуються кілька десятків залишків аденіну (поліаденілування). Також за допомогою альтернативного поліаденілування можливо контролювати наступну долю мРНК, наприклад в ході РНК інтерференції — адже 5'- та 3'- нетрансльовані ділянки є місцями з'єднання мікроРНК.

## Методи дослідження
Клітинне ядро містить більшу частину генетичного матеріалу клітини (ще частина в мітохондріях) та відіграє вирішальну роль у регуляції експресії генів, реплікації ДНК і поділу клітин. Враховуючи його центральну роль у функціонуванні клітини, розуміння структури, складу та динаміки клітинного ядра має вирішальне значення для вдосконалення знань клітинної біології, генетики та механізмів хвороб. Щоб досягти цього, дослідники використовують різноманітні експериментальні методи та обчислювальні підходи, які дозволяють досліджувати клітинне ядро на різних рівнях, від його макромолекулярної організації до його взаємодії з іншими клітинними компонентами.

### Світлова мікроскопія
- Світлопольна мікроскопія: найпростіша форма світлової мікроскопії, світлопольна мікроскопія, включає просвічування зразка світлом і спостереження на яскравому фоні. Цей метод забезпечує обмежену роздільну здатність, але може бути корисним для спостереження за загальною морфологією ядер і ядерцем.
- Флуоресцентна мікроскопія: фарбуючи специфічні ядерні компоненти флуоресцентними барвниками або позначаючи їх флуоресцентними білками, дослідники можуть візуалізувати розподіл і динаміку ядерних білків і нуклеїнових кислот із високою специфічністю та контрастом.[50][51]
- 3D-мікроскопія з високою роздільною здатністю і структурованим освітленням ядра клітини миші з різних ракурсів (профаза, 3D-SIM-мікроскопія). Хромосоми (червоні) вже конденсовані, щоб потім розподілитися між дочірніми клітинами. Навколишня ядерна оболонка (зелена) демонструє помітні інвагінації та перші розриви.Світлооптичний розріз двох клітинних ядер миші (профаза, 3D-SIM-мікроскопія). Конденсовані хромосоми червоні, ядерна оболонка синя, а мікротрубочки, що належать до цитоскелету, зелені.Тривимірне зображення двох дочірніх ядер миші (телофаза). Веретеноподібний апарат (антитубулінове імунне фарбування, помаранчевий), актиновий цитоскелет (забарвлення фалоїдином, зелений) і хроматин (забарвлення DAPI, блакитний).Мікроскопія з високою роздільною здатністю[en] (Super-resolution microscopy): такі методи, як STORM (стохастична оптична реконструкція мікроскопії)[52] і PALM (фотоактивована локалізаційна мікроскопія)[53], долають дифракційну межу світлової мікроскопії, щоб забезпечити детальніші зображення ядерних структур і взаємодій білків у нанометровому масштабі.[54]

### Електронна мікроскопія
- Трансмісійна (просвічуюча) електронна мікроскопія (TEM): передбачає проходження електронного пучка через тонкий зразок і збирання пропущених електронів для створення зображень високої роздільної здатності внутрішньої структури клітинного ядра, включаючи ядерні пори, хроматинові волокна та ядерце.[55][56][57]
- Скануюча електронна мікроскопія (SEM): передбачає сканування електронного променя над поверхнею зразка, покритого провідним матеріалом. Цей метод надає тривимірну інформацію про клітинну поверхню та може виявити просторове розташування ядерних пор.[58][59][60]

### Методи молекулярної біології
- Секвенування ДНК: високопродуктивні технології секвенування, такі як секвенування наступного покоління (NGS)[61] і одномолекулярне секвенування в реальному часі (SMRT)[62], дозволяють дослідникам визначати лінійну послідовність ДНК у ядрі клітини, надаючи розуміння організації та функції генома.
- Імунопреципітація хроматину (ChIP): це техніка, яка використовується для вивчення взаємодії між ДНК і специфічними ядерними білками, такими як гістони або фактори транскрипції. Цей метод надає цінну інформацію про структуру хроматину та регуляцію генів.[63][64] (див. також ChIP-seq)
- Флюоресцентна гібридизація in situ (FISH): використовує флюоресцентно мічені зонди ДНК для гібридизації зі специфічними цільовими послідовностями в клітинному ядрі. Цей метод дозволяє дослідникам візуалізувати просторову організацію генів та інших геномних елементів.[65][66][67]
- Секвенування РНК[en]: шляхом секвенування загального вмісту РНК у клітині або окремих субклітинних фракцій дослідники можуть профілювати експресію генів і отримати уявлення про роль ядра в регулюванні транскрипції.[68][69]

### Біофізичні методи
- ЯМР-спектроскопія: є потужною технікою, яка використовується для вивчення структури та динаміки ядерних білків та їх комплексів, що дає змогу зрозуміти їхню функцію та взаємодію.[70][71][72]
- Відновлення флюоресценції після фотознебарвлення (FRAP): передбачає селективне фотознебарвлення флюоресцентно мічених ядерних білків і моніторинг їх відновлення з часом. Цей метод дозволяє дослідникам вивчати рухливість білків і кінетику ядерних процесів.[73][74][75]
- Флюоресцентна кореляційна спектроскопія (FCS): вимірює коливання інтенсивності флюоресценції внаслідок дифузії флюоресцентно мічених молекул у клітинному ядрі. Цю техніку можливо використовувати для вивчення молекулярної динаміки та взаємодії в ядерному середовищі.[76][77][78][79]

Ці методи, серед іншого, значно сприяли нашому розумінню клітинного ядра та його ролі в клітинних процесах. Поєднуючи кілька методів, дослідники можуть створити комплексне уявлення про структуру, функції та динаміку ядра, надаючи критичне розуміння молекулярних механізмів, що керують регуляцією генів, відновленням ДНК і поділом клітин.

### Зображення живих клітин

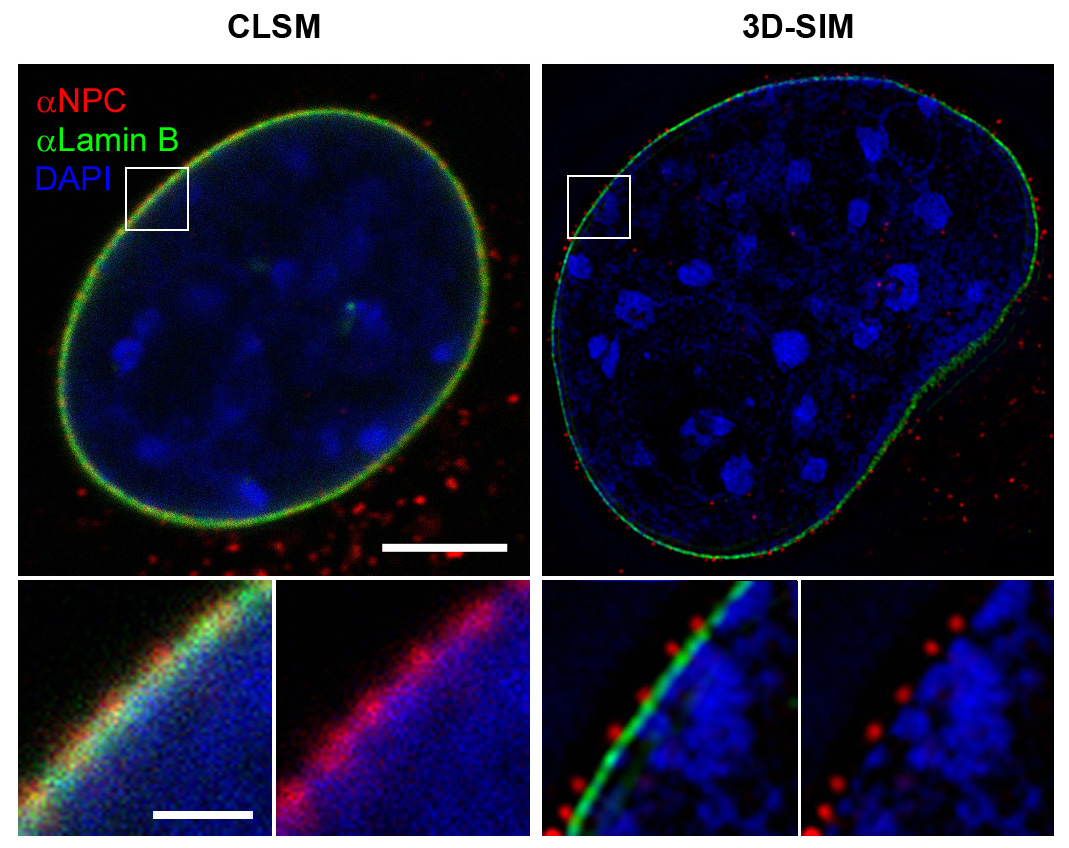
Порівняння роздільної здатності, отриманої за допомогою конфокальної лазерної скануючої мікроскопії (ліворуч) і 3D-мікроскопії з високою роздільною здатністю та структурованим освітленням (3D-SIM-мікроскопія, праворуч). Верхні зображення показують ядро клітини миші, білі прямокутники збільшені внизу. Ядерні пори (червоний) ядерна оболонка (зелений). Хроматин/ДНК (DAPI, синій).

- Порівняння роздільної здатності, отриманої за допомогою конфокальної лазерної скануючої мікроскопії (ліворуч) і 3D-мікроскопії з високою роздільною здатністю та структурованим освітленням (3D-SIM-мікроскопія, праворуч). Верхні зображення показують ядро клітини миші, білі прямокутники збільшені внизу. Ядерні пори (червоний) ядерна оболонка (зелений). Хроматин/ДНК (DAPI, синій).Конфокальна мікроскопія: конфокальна мікроскопія використовує точковий отвір для усунення розфокусованого світла, що дозволяє отримати вищу роздільну здатність і оптичне розділення зразка. Цей метод особливо корисний для зображення живих клітин і візуалізації динамічних процесів у клітинному ядрі.[80][81][82]
- Флюоресцентна мікроскопія з повним внутрішнім відбиттям[en] (TIRF): це вдосконалена техніка, яка використовує гаснучу хвилю для вибіркового збудження флюорофорів на межі клітина-субстрат, зменшуючи фонову флюоресценцію та покращуючи співвідношення сигнал/шум. Цей метод дозволяє вивчати ядерні процеси на поверхні клітини та ядерній оболонці.[83][84][85]
- Ґратчаста світлова мікроскопія[en] (Lattice light-sheet microscopy): ґратчаста світлова мікроскопія передбачає сканування зразка тонким світловим шаром, що зменшує фотознебарвлення та фототоксичність, зберігаючи високу роздільну здатність. Цей метод ідеально підходить для зображення швидких динамічних процесів у клітинному ядрі.[86][87]

### Обчислювальні підходи
- Повногеномний пошук асоціацій[en] (GWAS): передбачає аналіз генетичних варіацій у великих популяціях для виявлення зв’язків між генетичними маркерами та фенотиповими ознаками. Цей підхід може допомогти ідентифікувати геномні регіони та ядерні фактори, що беруть участь у регуляції генів і сприйнятливості до захворювань.[88]
- Методи фіксації конформації хромосом: такі методи, як 3C, 4C, 5C і Hi-C, дозволяють досліджувати тривимірну організацію генома в клітинному ядрі. Ці методи дають змогу зрозуміти просторову організацію хроматину та його роль у регуляції генів.[89][90]
- Моделювання молекулярної динаміки: обчислювальне моделювання можливо використовувати для вивчення структури, динаміки та взаємодії ядерних білків на атомному рівні. Цей підхід дає цінну інформацію про молекулярні механізми, що лежать в основі ядерних процесів, і може скеровувати експериментальні дослідження.[91][92][93][94][95]
- Машинне навчання та інтеграція даних: передові алгоритми машинного навчання можливо використовувати для інтеграції та аналізу великомасштабних наборів даних, створених за допомогою різних експериментальних методів. Цей підхід може допомогти відкрити нові закономірності та взаємозв’язки, що веде до глибшого розуміння клітинного ядра та його функцій.[96][97][98]

Підсумовуючи, можливо сказати, що для дослідження клітинного ядра доступний широкий спектр методів, починаючи від класичної світлової та електронної мікроскопії до передових методів молекулярної біології, біофізичних підходів, візуалізації живих клітин і обчислювального аналізу. Використовуючи ці методи, дослідники можуть продовжувати розгадувати складну та заплутану природу клітинного ядра та його важливу роль у клітинній функції та захворюваннях.

## Перспективні технології
Клітинне ядро, як центр для зберігання та обробки генетичної інформації, був і є предметом численних досліджень й експериментів в біоінженерії та біотехнології.

### Генотерапія та редагування генома

Схематичне зображення введення ДНК в ядро клітини за допомогою ліпоплексів (комплекс ліпідів та ДНК)

Генотерапія (генна терапія) — це вид лікування, який передбачає зміну або заміну генів у клітинах людини для лікування або запобігання захворюванням. Ядро клітини відіграє центральну роль у цьому процесі як мішень для доставки терапевтичних (лікувальних) генів. Було розроблено різні методи доставки, включаючи вірусні вектори, невірусні методи (такі як ліпосоми та електропорація) та пряме введення нуклеїнових кислот.
Редагування генома є групою потужних інструментів, які дозволяють точно маніпулювати генетичною інформацією в клітинному ядрі. Ці методи зробили революцію в галузях молекулярної та клітинної біології, медицини та біотехнології. Основні технології редагування генома включають:
- CRISPR-Cas9: універсальна та ефективна система, створена на основі молекулярних механізмів адаптивної імунної системи бактерій, CRISPR-Cas9 стала найпоширенішим інструментом редагування генома. CRISPR (Clustered Regularly Interspaced Short Palindromic Repeats) — це послідовності бактеріальної ДНК, які є частиною адаптивної імунної системи, тоді як Cas9 — це фермент, який розщеплює ДНК. Разом їх можливо запрограмувати на націлювання на певні послідовності ДНК в ядрі і введення модифікацій в геном клітин живого організму. CRISPR-Cas9 став найпоширенішим методом редагування генів завдяки простоті використання, економічній ефективності та високій точності.[99][100]
- TALEN (ефекторні нуклеази, подібні до активатора транскрипції): TALEN складаються з налаштовуємих ДНК-зв’язуючих доменів, злитих із нуклеазним доменом, що розщеплює ДНК. Вони можуть бути розроблені для націлювання на конкретні послідовності ДНК, що дозволяє точно редагувати геном.
- ZFN (нуклеази цинкового пальця): ZFN — це сконструйовані білки, які містять ДНК-зв’язуючий домен і нуклеазний домен. Подібно до TALEN, ZFN можуть бути розроблені для націлювання на певні послідовності ДНК для редагування. Однак вони мають нижчу ефективність і специфічність порівняно з TALEN і CRISPR-Cas9.[101][102]

Технології редагування генома мають численні застосування, такі як генотерапія, функціональна геноміка та моделювання хвороб в медицині, та численні застосування в біотехнології, такі як покращення врожайності, вмісту поживних речовин і стійкості сільськогосподарських культур до шкідників і хвороб у сільському господарстві.

### Біотехнологія та синтетична біологія
Біотехнологія — це наука, що вивчає можливості використання біологічних процесів у різних галузях промисловості, сільського господарства, екології та медицини з метою розробки методів і технологій отримання бажаних організмів та корисних речовин. Біотехнологія зробила революцію в дослідженнях клітинного ядра, уможлививши точні маніпуляції та аналіз ядерних компонентів. Інтеграція біотехнологічних інструментів із дослідженнями ядер продовжує розгадувати складні механізми, що керують функціонуванням клітин, і має величезні перспективи для розвитку медичних, промислових і наукових знань.
Синтетична біологія поєднує інженерні принципи з біологією для проєктування та створення нових біологічних систем, включаючи штучні клітинні ядра. (див. також Синтетична геноміка, Генетична інженерія, Клітинна інженерія) Дослідники працюють над створенням штучних ядер із здатністю реплікувати, транскрибувати та регулювати гени, таким чином імітуючи природні функції клітинного ядра. Це має потенціал для покращення нашого розуміння ядерних процесів, розробки нових методів лікування та створення синтетичних організмів зі спеціальними функціями.

### Біоінформатика
Біоінформатика є ключовою технологією у вивченні клітинного ядра. Це міждисциплінарна галузь, яка поєднує біологію, інформатику та математику для аналізу та інтерпретації біологічних даних, включаючи величезні обсяги генетичної та епігенетичної інформації, що зберігається в ядрі.
Інструменти та методи біоінформатики дозволяють вченим:
- Геноміка: досліджуючи генетичну інформацію в ядрі, біоінформатика допомагає секвенувати, складати, анотувати та аналізувати геном. Це має фундаментальне значення для розуміння генів і регуляторних елементів, що містяться в ядрі клітини.
  - Функціональна геноміка[en]: Біоінформатика допомагає у великомасштабних дослідженнях функції генів, допомагаючи визначити, які гени активні в різних клітинних процесах.
  - Порівняльна геноміка[en]: шляхом порівняння генетичних послідовностей різних видів біоінформатика допомагає ідентифікувати консервативні елементи та еволюційні зв’язки, пов’язані з ядром.
- Епігеноміка: біоінформатика має важливе значення для вивчення епігенома — епігенетичних модифікацій генома та їх ролі в регуляції генів. Це допомагає в аналізі моделей метилювання ДНК, модифікацій гістонів та їх впливу на експресію генів.
- Мультиоміка: об’єднує різні типи біологічних даних оміксних технологій, таких як геноміка, епігеноміка та інших, що дозволяє отримати цілісне розуміння клітинного ядра та його ролі в клітинних процесах.
- Передбачення структури білків: допомагає передбачити та схарактеризувати білки, кодовані генами в ядрі, включаючи їхні функції та взаємодії.
- Структурна біологія: інструменти біоінформатики використовуються для моделювання та аналізу тривимірних структур ядерних білків, РНК і ДНК, що дає змогу зрозуміти їхні функції та взаємодію.

### Перепрограмування клітин і стовбурові клітини

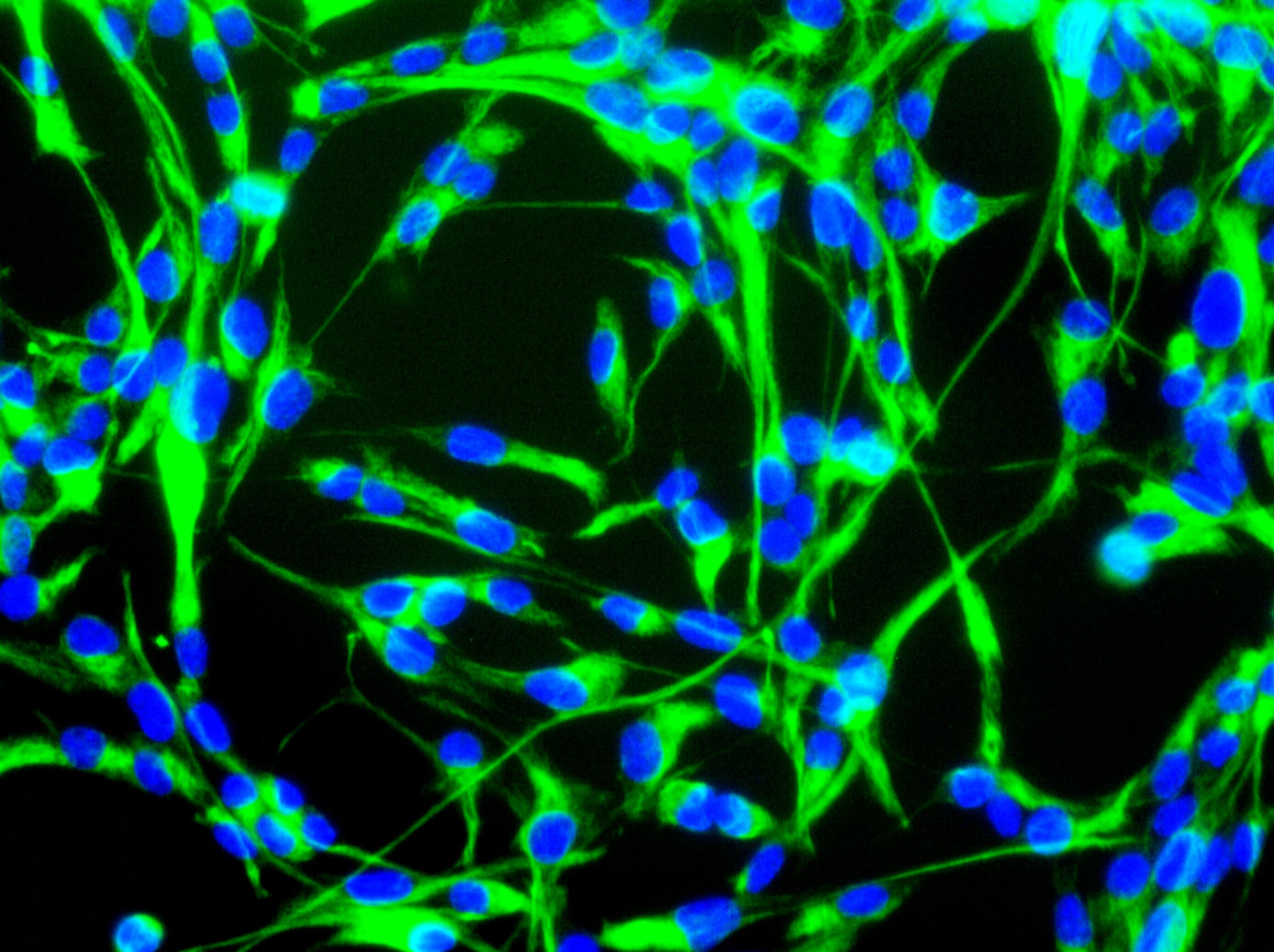
Нервові стовбурові клітини миші ростуть у культурі. Нервові стовбурові клітини можуть перетворитися на клітини центральної нервової системи; нейронів, астроцитів і олігодендроцитів.

Ядро клітини відіграє ключову роль у контролі поділу та диференціації клітини. Модулюючи експресію та дію специфічних факторів транскрипції, вчені розробили методи перепрограмування соматичних клітин (дорослих) у плюрипотентні стовбурові клітини, знані як індуковані плюрипотентні стовбурові клітини (iPSC). Ці клітини можуть диференціюватись у клітини будь-якого типу, відкриваючи цим нові можливості для регенеративної медицини, моделювання захворювань і відкриття нових ліків.

### Біомолекулярна електроніка і ДНК-комп'ютер
Ядро клітини з його здатністю зберігати та обробляти генетичну інформацію надихнуло розвиток біомолекулярних обчислень і зберігання даних у формі ДНК. Обчислення на основі ДНК досліджувалися для вирішення складних обчислювальних проблем, тоді як зберігання даних у формі ДНК використовує ємність високої щільності зберігання ДНК для кодування цифрових даних. Ці підходи пропонують потенціал для енергоефективних, довгострокових рішень для зберігання та нових обчислювальних парадигм. (див. Біололекулярна електроніка, ДНК-комп'ютер)

### Книги
- Гістологія. Цитологія. Ембріологія: підруч. для студентів / за ред.: О. Д. Луцика, Ю. Б. Чайковського . - Вінниця: Нова Книга, 2020. - 496 с. ISBN 978-966-382-698-1
- Медична біологія / За ред. В. П. Пішака, Ю. І. Бажори. Підручник. - М-42 Вінниця: Нова Книга, 2004. - 656 с: іл. ISBN 966-7890-35-X
- Molecular Biology of the Cell, 4th ed. / B. Alberts, A. Johnson, J. Lewis, M. Raff, K. Roberts, and P. Walter. New York: Garland Science; 2002. ISBN 0-8153-3218-1
- Загальна цитологія і гістологія: підруч. / М. Е. Дзержинський, Н. В. Скрипник, Г. В. Островська та ін.; – Київ: Видавничо-поліграфічний центр "Київський університет", 2010. – 575 с. ISBN 978-966-439-159-4
- The Nucleus: Volume 1: Nuclei and Subnuclear Components. / Hancock, R., & Robinson, D. G. Humana Press, 2008. ISBN 978-1588299772

### Журнали
- Chromosoma: Biology of the Nucleus
- Journal of Cell Biology (сайт)
- Cell (сайт)
- Nature Cell Biology (сайт)
- Cell Research (сайт)
- Cell Metabolism (сайт)
- Nature Reviews Molecular Cell Biology (сайт)
- Nature Methods (сайт)
- Molecular Cell (сайт)
- Nature Chemical Biology (сайт)
- Nucleic Acids Research (сайт)
- Trends in Cell Biology
- Цитологія і генетика (сайт)

### Відео
- Структура клітини. Ядро (Youtube)
- Biology: Cell Structure I Nucleus Medical Media (Youtube)
- The nucleus | Cells | Khan Academy